# Stoczek (powiat lubelski)
Stoczek – wieś w Polsce położona w województwie lubelskim, w powiecie lubelskim, w gminie Niemce.
Wieś szlachecka położona była w drugiej połowie XVI wieku w powiecie lubelskim województwa lubelskiego. W latach 1975–1998 miejscowość należała administracyjnie do województwa lubelskiego.
Wieś stanowi sołectwo gminy Niemce. Według Narodowego Spisu Powszechnego z roku 2011 wieś liczyła 262 mieszkańców.
Wierni Kościoła rzymskokatolickiego należą do parafii Narodzenia Najświętszej Maryi Panny i św. Sebastiana w Krasieninie.

## Historia
Wieś istniała już w XVI wieku i należała wówczas do Mikołaja Odnowskiego (patrz Rejowiec tom IX, s.600). Według registru poborowego powiatu lubelskiego z roku 1531 wsie: Stoczek Dambrówka i Nassutów, w parafii Dys, płaciły pobór od 12 łanów i 1 młyna (Pawiński, Małop., 348).
Według Słownika geograficznego Królestwa Polskiego z roku 1890, Stoczek stanowiły wieś i folwark w powiecie lubartowskim, gminie Niemce, parafii Dyss. Folwark Stoczek posiadał 651 mórg i wchodził w tamtym okresie w skład dóbr Kozłówka, posiadał 26 osad i 706 mórg gruntu.
Według spisu z roku 1827 było tu 26 domów i 237 mieszkańców.

## Urodzeni w Stoczku
Władysław Goral (ur. 1 maja 1898 w Stoczku, zm. w lutym 1945 w Sachsenhausen) – polski duchowny rzymskokatolicki, biskup pomocniczy lubelski w latach 1938–1945, błogosławiony Kościoła katolickiego.